# زمین‌لرزه ۱۹۶۸ یونان
زمین‌لرزه یونان  در تاریخ ۱۹ فوریه ۱۹۶۸ میلادی، برابر با ‎۳۰ بهمن ۱۳۴۶، ساعت ۲۲:۴۵:۴۳ به زمان یوتی‌سی در یونان رخ داد. ژرفای این زلزله ۸٫۹ کیلومتر بود. بزرگی آن ۷٫۲ در مقیاس Mw اعلام شده‌است. زمین‌لرزه به وقت محلی در روز سه‌شنبه، ساعت ۰ روی داده و منطقه زمانی آن یوتی‌سی +۲ بوده‌است (با لحاظ تغییر ساعت تابستانی).
سازمان زمین‌شناسی آمریکا نیز جای این زمین‌لرزه را در مختصات ۳۹°۲۴′شمالی ۲۵°۰۰′شرقی / ۳۹٫۴°شمالی ۲۵°شرقی و بزرگی آنرا برابر با ۷٫۵ در مقیاس ریشتر اعلام کرده‌است. ژرفای گزارش شده از سوی این سازمان ۷ کیلومتر می‌باشد.
تعداد زخمیان ۱۸ نفر برآورده شده‌است.بی‌خانمان شدگان نیز ۳۶۰۰ نفر اعلام شده‌است.سونامی نیز در این زلزله گزارش شده‌است.